# Српска општина Задар
Српска општина Задар је бивша општина Републике Српске Крајине у сјеверозападном дијелу Далмације. Сједиште општине се налазило у Земунику Горњем. 

## Насељена мјеста
У општини су се налазила сљедећа насељена мјеста: Земуник Горњи, Смоковић, Бабиндуб, Црно, Ислам Латински, Мурвица, Новиград, Придрага, Паљув, Подградина, Шкабрња.

## Историја
26. маја 1993. године министарству за правосуђе и управу Републике Српске Крајине, прослијеђен је захтјев за регистрацију Српске општине Задар, потписан од стране секретара општине Саве Штрбца.